# Tommaso di Cantimpré

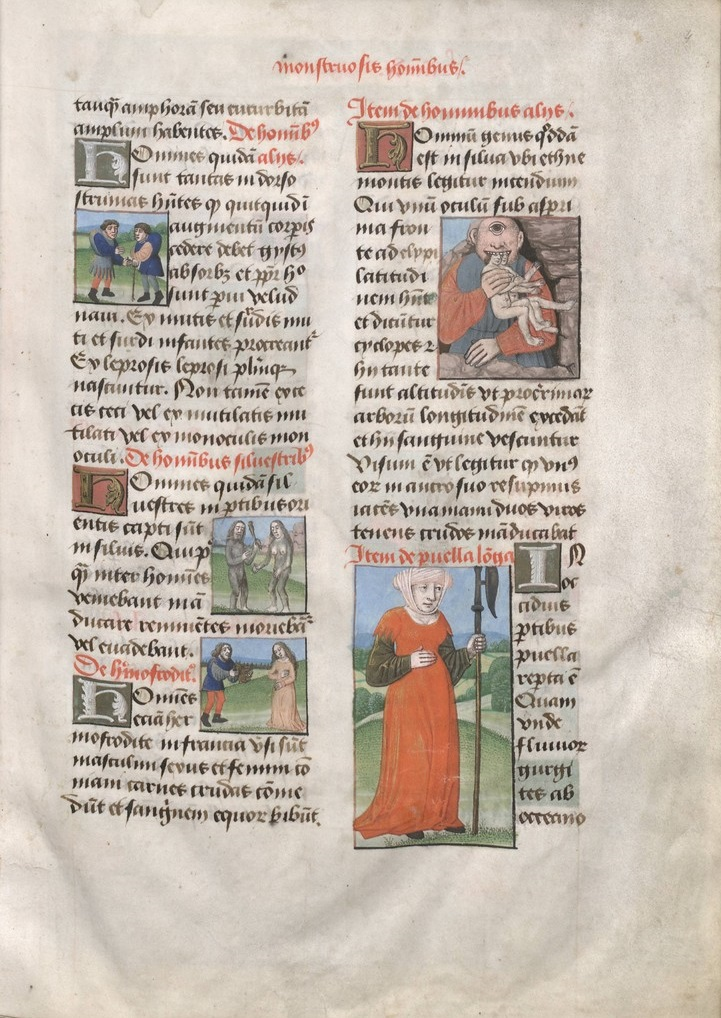
Liber de natura rerum, ms. 411 della Biblioteca pubblica di Bruges, fol. 4r. Sono illustrate alcune razze mostruose degli uomini dell’Oriente.

Tommaso di Cantimpré (in latino Thomās Cantimpratensis o Thomas Cantipratensis; Sint-Pieters-Leeuw, 1201 – Lovanio, 15 maggio 1272) è stato uno scrittore e teologo fiammingo nonché frate appartenente all'ordine dei domenicani, noto in particolare per l’opera enciclopedica De natura rerum, per l’opera di argomento morale Bonum universale de Apibus e per le sue opere agiografiche.

## Biografia
Tommaso di Cantimpré nasce nel 1201 a Sint-Pieters-Leeuw (una cittadina vicino a Bruxelles), nel ducato di Brabant, da una famiglia nobile. Nel 1206 il padre (di ritorno dalla Palestina, dove aveva combattuto seguendo Riccardo re d'Inghilterra) lo manda a Liège: qui Tommaso intraprende, dall’età di 5 anni agli 11, i primi studi, e ha anche la possibilità di incontrare Jacques de Vitry, che allora predicava in quei luoghi.
Nel 1217, all’età di 16 anni, riveste l'abito dei Canonici Regolari di S. Agostino nell’abbazia di Cantimpré  (situata vicino a Cambrai), dove è poi promosso al sacerdozio. Tommaso trascorre dunque quindici anni nell’abbazia di Cantimpré, dove rappresenta una fonte di edificazione per i suoi fratelli religiosi.
Nel 1232 Tommaso di Cantimpré entra nell’Ordine di San Domenico a Leuven, sempre nel Brabant, e nel 1233 viene inviato dall'Ordine a Colonia, così da poter perseguire gli studi teologici superiori: Tommaso ha qui l’occasione di studiare e perfezionarsi sotto la guida di Alberto Magno. 
Trascorsi quattro anni a Colonia, Tommaso si reca a Parigi, presso lo studium domenicano di San Giacomo, per perfezionarsi ulteriormente nelle scienze, e per prepararsi all'ufficio della predicazione.
Nel 1240 egli torna finalmente a Leuven, dove per merito dei suoi studi è nominato professore di filosofia e teologia, ruolo da lui ricoperto con grande distinzione. Nel 1246, poi, Tommaso diventa sottopriore e lector a Leuven. 
Forse incoraggiato dalla diffidenza dei domenicani nei confronti degli studi, o piuttosto spinto da una sorta di conversione, nell'ultima parte della sua vita Tommaso si dedica alla predicazione. Egli intraprende quindi attività missionarie che spaziano in tutto il Brabant, in Germania, in Belgio e in Francia: visto il grande successo da lui ottenuto anche in questo campo, Tommaso guadagna il titolo di Predicatore Generale. Tommaso di Cantimpré muore a Leuven, presumibilmente il 15 maggio del 1272.

## Opere
Tommaso di Cantimpré è autore di opere di carattere diverso, tutte in lingua latina; all’interno della sua produzione possiamo distinguere un filone morale-enciclopedico e un filone agiografico. 
Rientrano nel filone morale-enciclopedico l’opera enciclopedica De natura rerum e l’opera morale Bonum universale de apibus, qui di seguito trattate partitamente nello specifico.
Per il filone agiografico abbiamo invece una Vita Joannis abbatis primi monasterii Cantimpratensis, il Supplementum ad vitam Mariae Oigniacensis, e tre vite dedicate ad altrettante sante donne della diocesi di Liegi, ovvero la Vita S. Christinae virginis Mirabilis dictae, la Vita preclare virginis Margarete de Ypris e la Vita Piae Lutgardiae (riferite, rispettivamente, a Cristina l'Ammirabile, Margherita d'Ypres e santa Lutgarda).
Esula da questa ripartizione un’opera minore – anche solo per la sua lunghezza (105 versi) – di Tommaso di Cantimpré, ovvero un Hymnus de beato Jordano, scritto appunto in onore del beato Giordano di Sassonia (morto nel 1237), uno dei personaggi-chiave dell’ordine domenicano.

### De natura rerum
Il De natura rerum (o Liber de natura rerum) è forse l'opera più significativa di Tommaso di Cantimpré, sia perché si tratta del testo a cui l’autore ha dedicato più tempo (quasi vent’anni di lavorazione, dal 1225 ca. al 1244), sia in quanto opera che ha avuto la maggiore fortuna successiva, testimoniata dai numerosi codici che la riportano e dai molti autori che vi si sono ispirati.
Il De natura rerum è un'opera enciclopedica – legata quindi a un genere, quello dell'enciclopedismo, ampiamente diffuso nel Basso Medioevo latino – che vuole configurarsi specificamente come compendio completo ed esaustivo della storia naturale precedente, soprattutto a uso del clero. 
Una prima redazione stabile del testo risale al 1237-1240 (periodo in cui Tommaso si trova presso lo studium domenicano di Parigi) ed è strutturata in 19 libri. Successivamente però l'autore stesso rielabora profondamente l'opera, inserendovi numerose interpolazioni: questa seconda redazione del De natura rerum si data al 1244 ed è organizzata in venti libri, di argomento vario: 
- Libro I: sull'anatomia del corpo umano;
- Libro II: sull'anima;
- Libro III: sugli ‘uomini mostruosi’ dell'Oriente;
- Libro IV: sugli animali quadrupedi;
- Libro V: sugli uccelli;
- Libro VI: sui mostri marini;
- Libro VII: sui pesci;
- Libro VIII: sui serpenti;
- Libro IX: sui vermi;
- Libro X: sugli alberi comuni;
- Libro XI: sugli alberi aromatici e medicinali;
- Libro XII: sulle proprietà delle piante aromatiche e medicinali;
- Libro XIII: sulle fonti;
- Libro XIV: sulle pietre preziose;
- Libro XV: sui sette metalli;
- Libro XVI: sulle sette regioni celesti;
- Libro XVII: sulla sfera e i sette pianeti;
- Libro XVIII: sui movimenti dell'aria;
- Libro XIX: sui quattro elementi;
- Libro XX: sulle eclissi e sui moti siderali.

Il De natura rerum di Tommaso dipende da diverse fonti: in primis il grande filosofo Aristotele – auctoritas fondamentale per il pensiero medievale, proprio a partire dal XIII secolo – e i due autori latini Plinio il Vecchio e Solino, rispettivamente del I e del III secolo. A questi nomi va aggiunto quello di Ambrogio, ma anche – avvicinandoci nel tempo a Tommaso – quello di Jacques de Vitry. Il libro XX, aggiunto successivamente, deriva poi ampiamente dal De philosophia mundi di Guglielmo di Conches. Tommaso indica all’interno dell'opera come fonte anche un anonimo ‘sperimentatore’. Oltre ai pochi nomi facilmente individuabili, inoltre, è certo che Tommaso di Cantimpré ha utilizzato un gran numero di fonti diverse che non sempre è facile riconoscere.
Come si è già accennato, il De natura rerum ha avuto una certa fortuna successiva, soprattutto in periodo rinascimentale: in quest'epoca l'opera viene spesso plagiata, anche per i cataloghi di pietre e di mostri, ma soprattutto per i cataloghi di animali. Del testo sono anche stati realizzati vari volgarizzamenti e pure una traduzione in olandese (il Der Naturen Bloeme di Jacob van Maerlant); del resto, si basa ampiamente sull’opera di Tommaso anche Konrad von Megenberg per il suo Buch der Natur (1475). 
A livello di tradizione testuale, inoltre, il De natura rerum ha avuto una grande diffusione, testimoniata dai più di cento manoscritti che tramandano il testo. Tuttavia, la maggior parte dei codici non presenta l’opera nella sua integrità (la quale, anzi, si riscontra solo in due manoscritti), bensì in una forma abbreviata: questa forma ha quindi avuto una diffusione ben più ampia dell’opera nella sua redazione originale.

### Bonum universale de apibus
Tommaso di Cantimpré è anche autore del Bonum universale de apibus, un'opera di edificazione morale e spirituale – composta tra il 1256/57 e il 1263 ma probabilmente nel 1259 – che si basa sull’allegoria della vita in una comunità di api per trattare tematiche legate alla condotta morale e ai doveri di superiori e subordinati. 
Il Bonum universale de apibus è organizzato in 2 libri: il primo (De prelatis) tratta dei ‘prelati’ (ovvero di vescovi, abati e signori), il secondo (De subditis) tratta dei subordinati (sia monaci che laici). Ciascun capitolo presenta all’inizio l’esposizione di una proprietà delle api, segue un’interpretazione allegorica della stessa – in genere di tipo morale – e infine si ha una serie di exempla. Mentre i passi sulle api e sulle interpretazioni allegoriche sono tratti (come dice l’autore stesso) da ‘altri libri’, Tommaso riprende la materia di ogni exemplum «dalla propria esperienza o da fonti orali contemporanee, religiose o laiche». Nel complesso, il testo rappresenta quindi «un trattato di teologia pratica e di morale».
Come il De natura rerum, anche il Bonum universale ha avuto una grande fortuna: la tradizione manoscritta è infatti molto ampia, contando anche in questo caso più di cento manoscritti. Si sono avute anche diverse stampe: una stampa a Deventer prima del 1478, poi una a Parigi, e ancora 3 stampe successive (1597, 1605, 1627) a Douai. Il testo ha inoltre ispirato per molti secoli vari scrittori, tra cui Johannes Nider, che si è basato sul Bonum universale di Tommaso per la struttura del Formicarius (1436-1438).
Ad oggi manca ancora un’edizione critica moderna dell’opera.
Il Bonum universale de apibus ha avuto in seguito una certa risonanza anche perché contiene (nel paragrafo Cur Iudaei Christianum sanguinem effundant quotannis) la prima teorizzazione organica della questione antisemita nota come ‘Accusa del sangue’: gli ebrei erano allora accusati di omicidi rituali di cristiani. Nel tentativo di capire la ragione sottesa a questi rituali, Tommaso afferma che a partire dall’uccisione di Cristo gli ebrei soffrivano di emorragie – si ricordi l'affermazione di Pilato «Possa il suo sangue essere su di noi e sui nostri figli» (Mt 27, 25) – e quindi essi uccidevano i cristiani, per poi servirsi del loro sangue nei rituali, poiché convinti di poter in questo modo guarire. Essi avevano infatti interpretato (erroneamente) alla lettera l’indicazione di un loro profeta secondo cui “solo il sangue cristiano avrebbe potuto alleviare questo male”, quando in realtà la profezia si riferiva figuratamente al sangue di Cristo (solo sanguine Christiano, appunto), simbolicamente bevuto durante l'eucaristia: l'unico bene per gli ebrei sarebbe quindi stata la conversione alla vera fede. Tommaso dice di aver saputo di questa cosa da un non meglio precisato ‘ebreo convertito’: si tratta probabilmente di Nicholas Donin.
All’interno del Bonum universale Tommaso cita anche la teoria blasfema dei tre impostori, secondo cui i fondatori delle tre grandi religioni – Mosè, Maometto e Gesù – avrebbero «soggiogato il mondo con le loro sette e i loro insegnamenti: […] Mosè ingannò gli ebrei, Gesù i cristiani e Maometto i gentili». Tommaso di Cantimpré attribuisce quest’idea al teologo Simon de Tournai (o Simon de Tornaco, come lo chiama Tommaso), maestro di teologia nell’Università di Parigi che secondo lui avrebbe meritato, per il fatto di averla pronunciata, una crisi epilettica che lo rese muto.

### I testi agiografici
Tommaso di Cantimpré è anche autore di vari testi agiografici, per i quali egli è considerabile uno dei primi grandi autori dell’agiografia mistica. 
A eccezione della Vita Joannis abbatis primi monasterii Cantimpratensis – composta tra il 1224 e il 1228 e relativa al fondatore e primo abate dell’abbazia di Cantimpré – Tommaso scrive infatti biografie mistiche su figure femminili di sante, tutte legate al territorio belga-fiammingo. 
Le sue agiografie mistiche rappresentano quindi un corpus di testi, composto indicativamente tra 1231 e 1248, che si configura come «un florilegio di Vite delle sante donne che abitano negli ovili di Liegi»: attraverso questo insieme di opere agiografiche Tommaso di Cantimpré ci offre insomma «uno specchio della complessità e fluidità delle forme di vita religiosa della diocesi di Liegi». Trattiamo ora partitamente le singole opere che compongono questo dossier agiografico.

#### Supplementum ad vitam Mariae Oigniacensis
La prima opera agiografica di Tommaso è in realtà un’aggiunta, un Supplementum appunto, alla Vita di Maria d’Oignies, scritta nel 1215 da Jacques de Vitry sulla figura di Maria di Oignies. 
Tommaso scrive il Supplementum ad vitam Mariae Oigniacensis intorno al 1230 su richiesta specifica della comunità di Oignies (o meglio proprio «costretto dal priore di Oignies»), che voleva così promuovere – anche grazie all’autorialità di Tommaso – la sua immagine. 
Oltre che la prima opera di Tommaso su una donna santa, il Supplementum è anche una delle prime testimonianze scritte sulla vita in una comunità beghina. Maria di Oignies è infatti una delle più note beghine, poiché ella apparteneva proprio a quelle «piccole repubbliche di donne semireligiose […] protette ma insieme controllate dalle autorità ecclesiastiche […] per la creatività delle loro pratiche religiose e devozionali».
Nel racconto che fa della vita di Maria di Oignies, inoltre, Tommaso dimostra di essere stato profondamente colpito da lei, tanto da considerarla una maestra. Fin dalla sua prima opera agiografica, Tommaso di Cantimpré vuole anche proporre un ideale di cristianità: sotto il segno di Maria d’Oignies, infatti, l’autore vuole indicare che «il male non è identificabile solo negli infedeli e negli eretici, ma si annida nei cuori e nel seno stesso della christianitas».

#### Vita S. Christinae virginis Mirabilis dictae
Tommaso di Cantimpré scrive la sua prima agiografia ‘autonoma’, anche se si tratta già del suo secondo ritratto femminile (dopo quello di Maria di Oignies), sulla vita di Cristina di St. Trond, una mistica belga (morta nel 1224) nota come Cristina la Mirabile: Tommaso scrive l’opera intorno al 1232 a partire da testimonianze dirette di chi l’aveva conosciuta. Nella figura di Cristina, egli vuole di nuovo rappresentare un ideale, in questo caso un «modello di perfezione estremo e rarefacente, [che] ripropone dopo una pausa millenaria gli orizzonti mistici della “santa follia”». 
Il valore ‘storico’ di questa Vita è profondamente dubbio (come si evince anche dal confronto con le informazioni che Jacques de Vitry dà su Cristina nel Prologo della già citata Vita B. Mariae Oigniensis) ma del resto a livello letterario per questo tipo di testi non conta tanto la verità ‘storica’, quanto piuttosto il modello di santità che emerge dall’opera. 

#### Vita preclare virginis Margarete de Ypris
La Vita preclare virginis Margarete de Ypris (o Vita Beatae Margaritae Iprensis) è la seconda agiografia mistica ‘autonoma’ di Tommaso, dedicata alla vita di Margherita di Ypres, beata belga morta nel 1237. 
La Vita Margaritae è stata composta – su commissione del predicatore domenicano Sigieri da Lilla – sicuramente prima del 1244, ma probabilmente anche ben prima: il tono del racconto dà, infatti, una «sensazione di prossimità e immediatezza».
Dall’immagine che ne viene data nell’opera, è evidente che attraverso la figura di Margherita Tommaso vuole proporre un ideale di devozione femminile secondo la visione domenicana; nell’agiografia a lei dedicata, infatti, Margherita rappresenta l’evidenza che «la perfezione femminile si esprime nel silenzio, nella preghiera e nella sottomissione». Non si vuole così proporre una necessità di isolamento: la beata è anzi – di nuovo coerentemente agli ideali domenicani – profondamente «legata alla nuova realtà della presenza cittadina dei Predicatori».
Tommaso di Cantimpré esprime qui chiaramente la concezione domenicana circa la centralità della presenza femminile, che «ha un valore insostituibile per il successo della missione», proprio come affermato, negli stessi anni, dal «maestro generale dell’Ordine Giordano di Sassonia».

#### Vita Piae Lutgardiae
Il capolavoro agiografico di Tommaso, in quanto opera «molto più elaborata e compiuta delle prove precedenti», è sicuramente la Vita Piae Lutgardiae (o Vita Lutgardis). Si tratta della vita di Lutgarda di Tongres, morta nel 1246 e poi diventata santa patrona delle Fiandre. Tommaso scrive l’opera nel 1248, ma la rielabora in seguito nel 1254-1255.
A differenza delle due Vite precedenti, legate a figure di penitenti laiche, con la Vita Lutgardis Tommaso propone il ritratto di una monaca cisterciense di Aywières: si tratta quindi di «un ritratto claustrale», che serve all’autore per spiegare «il significato mistico della clausura, […] spazio atopico in cui è possibile vivere in termini radicali l’incontro con Dio».

## Edizioni e traduzioni

### Edizioni critiche di riferimento
Per il De natura rerum: Boese HELMUT (ed.), Liber de natura rerum, Berlin-New York, Walter de Gruyter, 1973.
Per il Bonum universale de apibus: George COLVENEER (ed.), Bonum universale de apibus, Bellerus, 1597. Disponibile online (https://archive.org/details/bub_gb_HS5SAAAAcAAJ/page/n3).
Per l’Hymnus de beato Jordano: AA.SS., Hymnus de beato Jordano, Februarii tomus II, februarii XIII, Parigi-Roma, 1867, pp. 739-740. 
Per la Vita Joannis abbatis primi monasterii Cantimpratensis: Robert GODDING (ed.), Une œuvre inédite de Thomas de Cantimpré: la «Vita Ioannis Cantipratensis» in «Revue d’histoire ecclésiastique», LXXVI, 1981, pp. 241-316.
Per il Supplementum ad vitam Mariae Oigniacensis: Robert B. C . HUYGENS (ed.), Iacobus de Vitriaco, Vita Marie de Oignies. Thomas Cantipratensis, Supplementum, Turnhout, Brepols, 2012 (Corpus christianorum. Continuatio mediaevalis, 252).
Per la Vita S. Christinae virginis Mirabilis dictae: AA.SS., Vita sanctae Christinae mirabilis, Iulii tomus V, iulii XXIV, Parigi-Roma, 1867, pp. 650-660.
Per la Vita preclare virginis Margarete de Ypris: Giles MEERSSEMAN (ed.), Les frères Prêcheurs et le mouvement dévot en Flandre au XIIIe siècle, in «Archivium Fratrum Praedicatorum», XVIII, 1948, pp. 69-130, pp. 106-130.
Per la Vita Piae Lutgardiae: AA.SS., Vita piae Lutgardis, Iunii tomus IV, Iunii XVI, Parigi-Roma, 1867, pp. 187-210.

### Traduzioni
Si segnalano anche alcune traduzioni in lingua moderna:
- Margot H. KING, Thomas de Cantimpré. The Life of Christina the Astonishing, Toronto, Peregrina Publishing, 1999.
- Barbara NEWMAN (cur.), Thomas of Cantimpré: The Collected Saints’ Lives: Abbot John of Cantimpré, Christina the Astonishing, Margaret of Ypres, and Lutgard of Aywières, Turnhout, Brepols, 2008 (Medieval Women: Texts and Contexts, 19).
- Henri PLATELLE (cur.), Thomas de Cantimpré. Les exemples du «Livre des abeilles». Une vision médiévale, Turnhout, Brepols, 1997.
- André WANKENNE (cur.), Thomas de Cantimpré. Vie de Sainte Ludgarde, Namur, Presses Universitaires de Namur, 1991.